# Froenzeacademie
De Militaire Academie M.V. Froenze (Russisch: Военная академия им. М. В. Фрунзе) was een academie in de Sovjet-Unie, die gespecialiseerd is in het vormen van officieren, meer bepaald stafofficieren. Sinds 1998 maakt de academie deel uit van de Gecombineerde Militaire Academie.
De academie werd gesticht in 1918 en is gelegen in Moskou. Ze werd vernoemd naar de oorlogsheld Michail Froenze. De opleiding concentreerde zich op kapiteins en majoors, die een training van drie jaar kregen. Hoewel het een militaire school was, stonden naast krijgskundige vakken als oorlogstactieken en krijgsgeschiedenis ook wetenschappelijk onderzoek en vreemde talen op het programma. De meeste afgestudeerden werden experts op gebied van gecombineerde pantseroorlogsvoering, hoewel er in alle takken van de krijgsmacht vertegenwoordigingen zijn. Een groot aantal wereldbekende krijgshistorici heeft lesgegeven aan deze academie.
In 1998 is de academie samengevoegd met de Malinowski Militaire Academie der Pantsertroepen tot de Gecombineerde Militaire Academie.
Beroemdheden die afgestudeerd zijn aan deze academie:
- Nikolaj Koeznetsov
- Aleksandr Lebed
- Arnaldo Ochoa
- Vasili Tsjoejkov